# Racing Club Luxemburg
Der Racing Club Luxemburg war ein polysportiver Verein in Luxemburg (Stadt).

## Fußball
Die Fußballabteilung gewann die erste luxemburgische Fußballmeisterschaft der Saison 1909/10. Sowie den ersten Pokal in 1921/22.
Am 17. Mai 1923 beschlossen sie mit dem SC Luxembourg zum CA Spora Luxemburg zu fusionieren.
Dieser wiederum fusionierte am 12. Mai 2005 zum RFC Union Luxemburg.

## Handball
Die Handballabteilung bestritt das erste luxemburgische Feldhandballspiel gegen den CA Düdelingen. Sie gewannen mit 3 zu 6.

## Weitere Abteilungen
Es gab zusätzlich eine Leichtathletik und Kanusportabteilung.
Am 2. Dezember 1933 wurden die 3 Sektionen erstellt, die zwei oben genannten und zusätzlich die des Handballes. 
Die Sektion des Kanusportes, neu unter dem Namen Kajak-Club Luxembourgeois, hielt am 6. Dezember ihre erste Generalversammlung ab. Sie hatten 19 aktive Mitglieder.